# Gábor Péter
Gábor Péter, właśc. Benjamin Eisenberger (w niektórych publikacjach jako prawdziwe podaje się nazwisko Auspitz), (ur. 14 maja 1906 w Újfehértó, zm. 23 stycznia 1993 w Budapeszcie) – węgierski działacz komunistyczny żydowskiego pochodzenia, szef tajnej policji politycznej (Államvédelmi Hatóság – w skrócie AVH) w latach 1945–1952 odpowiedzialnej za okrutne prześladowania, represje wobec społeczeństwa węgierskiego i czystki.
Z zawodu krawiec, od 1922 związany z młodzieżowym ruchem komunistycznym, w 1931 wstąpił do Komunistycznej Partii Węgier. Od stycznia 1945 szef Komendy Głównej Politycznego Departamentu Policji. Wkrótce został szefem nowo powołanego AVO, przemianowanego w 1948 na AVH. Pod jego kierownictwem policja polityczna popełniła poważne przestępstwa i zbrodnie przeciwko ludzkości. Sam Péter odegrał również dużą rolę w procesach pokazowych, m.in. László Rajka. W 1952 został odsunięty od stanowiska, następnie 3 stycznia 1953 aresztowany w willi Rakosiego pod zarzutem udziału w rzekomym syjonistycznym spisku z udziałem m.in. Rudolfa Salzmanna-Slánský'ego. W 1954 został skazany na dożywocie, w 1957 wyrok skrócono i w styczniu 1959 wyszedł na wolność. Później pracował jako bibliotekarz.
W 1948 odznaczony Orderem Kossutha III klasy.